# Pseudautomeris erubescens
Pseudautomeris erubescens är en fjärilsart som beskrevs av Jean Baptiste Boisduval 1875. Pseudautomeris erubescens ingår i släktet Pseudautomeris och familjen påfågelsspinnare. Inga underarter finns listade i Catalogue of Life.